# Oberea bimaculata
Oberea bimaculata är en skalbaggsart som först beskrevs av Olivier 1795.  Oberea bimaculata ingår i släktet Oberea och familjen långhorningar.
Artens utbredningsområde är Frankrike. Inga underarter finns listade i Catalogue of Life.